# Eucharistos (Steinmetz)
Eucharistos (altgriechisch Εὐχαριστός Eucharistós, deutsch ‚der Beliebte; der Wohlgefällige‘) war ein griechischer Steinmetz (λιθοξόος), der im späten 2./frühen 3. Jahrhundert in Nysa am Mäander tätig war.
Bekannt ist er einzig aus einer 2019 in Nysa gefundenen Weiheinschrift. Danach fertigte, bezahlte und stiftete er (παρὰ ἑαυτοῦ ποιήσας ἀνέθηκε) eine Statue des Zeus, den Pronaos (τὸ πρόναον) eines Tempels und einen Marmoraltar. Diese Stiftung zeugt von sozialem Rang und Wohlstand des Steinmetzen.